# مارغريت إي. لين
مارغريت إي. لين (بالإنجليزية: Margaret E. Lynn)‏ هي مخرجة أمريكية، ولدت في 28 أبريل 1924 في دالاس في الولايات المتحدة، وتوفيت في 11 يونيو 2002.

## وصلات خارجية
- مارغريت إي. لين على موقع قاعدة بيانات برودواي على الإنترنت (الإنجليزية)
- مارغريت إي. لين على موقع قاعدة بيانات برودواي على الإنترنت (الإنجليزية)
- مارغريت إي. لين على موقع قاعدة بيانات برودواي على الإنترنت (الإنجليزية)